# Antonio Saca
Elías Antonio Saca González (Usulután, 9 maart 1965) is een voormalige president van El Salvador. Hij was van 2004 tot 2009 president en werd opgevolgd door de linkse Mauricio Funes.
Saca is een afstammeling van Palestijnse immigranten die in de vroege twintigste eeuw naar El Salvador zijn geëmigreerd. In 2004 werd hij voor de rechtse Nationalistische Republikeinse Alliantie (ARENA) tot president gekozen. Hij versloeg de linkse kandidaat Schafik Handal. Saca staat bekend als voorstander van de vrijemarkteconomie en onderhoudt goede relaties met de Verenigde Staten.
Naast zijn politieke activiteiten is hij ook zakenman, journalist en sportverslaggever.